# NGC 4917
NGC 4917 est une vaste galaxie spirale barrée située dans la constellation des Chiens de chasse. Sa vitesse par rapport au fond diffus cosmologique est de 7 560 ± 14 km/s, ce qui correspond à une distance de Hubble de 111,5 ± 7,8 Mpc (∼364 millions d'al). NGC 4917 a été découverte par l'astronome britannique John Herschel en 1828.
La classe de luminosité de NGC 4917 est II. Selon la base de données Simbad, NGC 4917 est une galaxie LINER, c'est-à-dire une galaxie dont le noyau présente un spectre d'émission caractérisé par de larges raies d'atomes faiblement ionisés.
En raison d'une brillance de surface égale à 14,24 mag/am2, on peut qualifier NGC 4917 de galaxie à faible brillance de surface (LSB en anglais pour low surface brightness). Les galaxies LSB sont des galaxies diffuses (D) avec une brillance de surface inférieure de moins d'une magnitude à celle du ciel nocturne ambiant.